# Thủ hiến Tây Úc
Thủ hiến Tây Úc là người đứng đầu chính phủ của bang Tây Úc, Úc. Thủ hiến lãnh đạo Chính phủ Tây Úc và chịu trách nhiệm trước Nghị viện Tây Úc. Thủ hiến do thống đốc Tây Úc bổ nhiệm và phải duy trì sự tín nhiệm của Hạ viện, thường là lãnh đạo của đảng hoặc liên minh những đảng chiếm đa số ghế trong Hạ viện. Kể từ khi Tây Úc được trao quyền tự chủ vào năm 1890, đã có 31 thủ hiến. Roger Cook là thủ hiến đương nhiệm, nhậm chức vào ngày 8 tháng 6 năm 2023.

## Lịch sử
Chức vụ thủ hiến không được quy định trong Hiến pháp Tây Úc. Từ năm 1890 đến năm 1917, thủ hiến không phải là một chức vụ chính thức, nhưng thường được dùng để gọi người đứng đầu chính phủ. Khi Tây Úc trở thành một thuộc địa tự trị vào năm 1890, Thống đốc William Robinson ban đầu ám chỉ rằng ông sẽ gọi người đứng đầu chính phủ là thủ tướng, nhưng sau khi ông bổ nhiệm John Forrest thì ông dùng tên gọi thủ hiến cho phù hợp với những thuộc địa khác ở Úc. Ngày 28 tháng 6 năm 1917, thống đốc chính thức dùng tên gọi thủ hiến khi bổ nhiệm Henry Lefroy. Tuy nhiên, khi bổ nhiệm, công bố sáu chức danh hành pháp của chính phủ vào ngày 2 tháng 7 năm 1917, thống đốc không liệt kê chức vụ thủ hiến. Phải đến ngày 3 tháng 4 năm 1947 thì thủ hiến mới trở thành một trong những chức danh hành pháp của chính phủ.

## Nhiệm vụ và quyền hạn
Thủ hiến thực hiện nhiệm vụ, quyền hạn theo quy ước và pháp luật. Theo thông lệ, thủ hiến đề nghị quân chủ Úc bổ nhiệm thống đốc, đề nghị thống đốc bổ nhiệm, phân công bộ trưởng Nội các và xác định trách nhiệm của các bộ trưởng. Thủ tướng lãnh đạo, chủ trì Nội các, giao tiếp với thống đốc, nội các, chính quyền bang, những chính quyền bang và lãnh thổ khác, chính phủ liên bang và chính phủ nước ngoài, đề nghị thống đốc tổ chức bầu cử Nghị viện bang và giám sát Văn phòng Thủ hiến và Nội các. Là nghị sĩ, thủ hiến có nhiệm vụ đại diện đơn vị bầu cử của mình.

## Thống kê
Tính đến năm 2023, đã có 31 thủ hiến Tây Úc. Carmen Lawrence nữ thủ hiến đầu tiên và duy nhất của Tây Úc và cũng là nữ thủ hiến đầu tiên của một bang ở Úc. Theo thông lệ, thủ hiến là thành viên Hạ viện, nhưng có thể là thành viên của một trong hai viện của Nghị viện. Hal Colebatch là thủ hiến duy nhất là thành viên Thượng viện và là thủ hiến tại vị ngắn nhất của Tây Úc. David Brand là thủ hiến tại vị lâu nhất, giữ vụ gần 12 năm từ năm 1959 đến năm 1971. John Scaddan là thủ hiến trẻ tuổi nhất, nhậm chức khi mới 35 tuổi. John Tonkin là thủ hiến lớn tuổi nhất, nhậm chức khi đã 69 tuổi. Charles Court và con trai ông là Richard Courtlà cặp cha con duy nhất làm thủ hiến. George Leake là thủ hiến duy nhất qua đời khi đang giữ chức vụ, cụ thể là vì viêm phổi.
Hai nguyên thủ tướng đã phải ngồi tù. Năm 1994, Brian Burke bị phạt tù hai năm vì chiếm đoạt 17.000 đô la Úc tài khoản tạm ứng của Nghị viện nhưng được tha tù trước thời hạn sau bảy tháng. Năm 1997, Burke bị phạt tù ba năm vì tội biển thủ 122.585 đô la Úc tiền quyên góp cho chiến dịch tranh cử của Đảng Lao động và thụ án sáu tháng trước khi bản án bị tòa án phúc thẩm hủy bỏ. Năm 1995, O'Connor bị phạt tù sáu tháng vì tội ăn cắp tấm séc trị giá 25.000 đô la Úc của Bond Corporation trong thời gian giữ chức vụ.

## Danh sách thủ hiến Tây Úc
| No.  | Hình                      | Họ tên(Năm sinh – Năm mất)Đơn vị bầu cử | Bầu cử              | Nhiệm kỳ             | Nhiệm kỳ             | Nhiệm kỳ              | Đảng          | Chính phủ                | Quân chủ      | Thống đốc        | Tham khảo     |
| No.  | Hình                      | Họ tên(Năm sinh – Năm mất)Đơn vị bầu cử | Bầu cử              | Nhậm chức            | Mãn nhiệm            | Thời gian giữ chức vụ | Đảng          | Chính phủ                | Quân chủ      | Thống đốc        | Tham khảo     |
| ---- | ------------------------- | --- | ------------------- | -------------------- | -------------------- | --------------------- | ------------- | ------------------------ | ------------- | ---------------- | ------------- |
| 1    |                           | Sir John Forrest (1847–1918) Hạ nghị sĩ đại diện Bunbury 1890–1901 | 1890 1894 1897      | 29 tháng 12 năm 1890 | 14 tháng 2 năm 1901  | 10 năm,48 ngày        | Không có      | Forrest ministry         | Victoria      | Frederick Broome | [ 11 ] [ 22 ] |
| 1    | William Robinson          | Sir John Forrest (1847–1918) Hạ nghị sĩ đại diện Bunbury 1890–1901 | 1890 1894 1897      | 29 tháng 12 năm 1890 | 14 tháng 2 năm 1901  | 10 năm,48 ngày        | Không có      | Forrest ministry         | Victoria      |                  | [ 11 ] [ 22 ] |
| 1    | Gerard Smith              | Sir John Forrest (1847–1918) Hạ nghị sĩ đại diện Bunbury 1890–1901 | 1890 1894 1897      | 29 tháng 12 năm 1890 | 14 tháng 2 năm 1901  | 10 năm,48 ngày        | Không có      | Forrest ministry         | Victoria      |                  | [ 11 ] [ 22 ] |
| 1    | Edward VII                | Sir John Forrest (1847–1918) Hạ nghị sĩ đại diện Bunbury 1890–1901 | 1890 1894 1897      | 29 tháng 12 năm 1890 | 14 tháng 2 năm 1901  | 10 năm,48 ngày        | Không có      | Forrest ministry         |               |                  | [ 11 ] [ 22 ] |
| 2    |                           | George Throssell (1840–1910) Hạ nghị sĩ đại diện Northam 1890–1904 Thượng nghị sĩ đại diện East Province 1907–1910                                                                                    | 1901                | 14 tháng 2 năm 1901  | 27 tháng 5 năm 1901  | 101 ngày              | Không có      | Throssell ministry       | [ 11 ] [ 23 ] |                  |               |
| 2    | Arthur Lawley             | George Throssell (1840–1910) Hạ nghị sĩ đại diện Northam 1890–1904 Thượng nghị sĩ đại diện East Province 1907–1910                                                                                    | 1901                | 14 tháng 2 năm 1901  | 27 tháng 5 năm 1901  | 101 ngày              | Không có      | Throssell ministry       | [ 11 ] [ 23 ] |                  |               |
| 3    |                           | George Leake (1856–1902) Hạ nghị sĩ đại diện Roebourne 1890 Hạ nghị sĩ đại diện Albany 1894–1900 Hạ nghị sĩ đại diện West Perth 1901–1902                                                             | —                   | 27 tháng 5 năm 1901  | 21 tháng 11 năm 1901 | 178 ngày              | Không có      | First Leake ministry     | [ 11 ] [ 24 ] |                  |               |
| 4    |                           | Alf Morgans (1850–1933) Hạ nghị sĩ đại diện Coolgardie 1897–1904 | —                   | 21 tháng 11 năm 1901 | 23 tháng 12 năm 1901 | 32 ngày               | Không có      | Morgans ministry         | [ 11 ] [ 25 ] |                  |               |
| (3)  |                           | George Leake (1856–1902) Hạ nghị sĩ đại diện Roebourne 1890 Hạ nghị sĩ đại diện Albany 1894–1900 Hạ nghị sĩ đại diện West Perth 1901–1902                                                             | —                   | 23 tháng 12 năm 1901 | 24 tháng 6 năm 1902  | 190 ngày              | Không có      | Second Leake ministry    | [ 11 ]        |                  |               |
| 5    |                           | Sir Walter James (1863–1943) Hạ nghị sĩ đại diện East Perth 1894–1904 | —                   | 1 tháng 7 năm 1902   | 10 tháng 8 năm 1904  | 2 năm,40 ngày         | Không có      | James ministry           | [ 11 ] [ 26 ] |                  |               |
| 5    | Frederick Bedford         | Sir Walter James (1863–1943) Hạ nghị sĩ đại diện East Perth 1894–1904 | —                   | 1 tháng 7 năm 1902   | 10 tháng 8 năm 1904  | 2 năm,40 ngày         | Không có      | James ministry           | [ 11 ] [ 26 ] |                  |               |
| 6    |                           | Henry Daglish (1866–1920) Hạ nghị sĩ đại diện Subiaco 1901–1911 | 1904                | 10 tháng 8 năm 1904  | 25 tháng 8 năm 1905  | 1 year,15 ngày        | Đảng Lao động | Daglish ministry         | [ 11 ] [ 27 ] |                  |               |
| 7    |                           | Sir Hector Rason (1858–1927) Thượng nghị sĩ đại diện Swan 1889–1890 Hạ nghị sĩ đại diện South Murchison 1897–1901 Hạ nghị sĩ đại diện Guildford 1901–1906                                             | 1905                | 25 tháng 8 năm 1905  | 7 tháng 5 năm 1906   | 255 ngày              | Không có      | Rason ministry           | [ 11 ] [ 28 ] |                  |               |
| 8    |                           | Sir Newton Moore (1870–1936) Hạ nghị sĩ đại diện Bunbury 1904–1911 | 1908                | 7 tháng 5 năm 1906   | 16 tháng 9 năm 1910  | 4 năm,132 ngày        | Không có      | Moore ministry           | [ 11 ] [ 29 ] |                  |               |
| 8    | Gerald Strickland         | Sir Newton Moore (1870–1936) Hạ nghị sĩ đại diện Bunbury 1904–1911 | 1908                | 7 tháng 5 năm 1906   | 16 tháng 9 năm 1910  | 4 năm,132 ngày        | Không có      | Moore ministry           | [ 11 ] [ 29 ] |                  |               |
| 8    | George V                  | Sir Newton Moore (1870–1936) Hạ nghị sĩ đại diện Bunbury 1904–1911 | 1908                | 7 tháng 5 năm 1906   | 16 tháng 9 năm 1910  | 4 năm,132 ngày        | Không có      | Moore ministry           | [ 11 ] [ 29 ] |                  |               |
| 9    |                           | Frank Wilson (1859–1918) Hạ nghị sĩ đại diện Canning 1897–1901 Hạ nghị sĩ đại diện Perth 1901 Hạ nghị sĩ đại diện Sussex 1904–1917                                                                    | —                   | 16 tháng 9 năm 1910  | 7 tháng 10 năm 1911  | 1 year,21 ngày        | Không có      | First Wilson ministry    | [ 11 ] [ 30 ] |                  |               |
| 10   |                           | John Scaddan (1876–1934) Hạ nghị sĩ đại diện Ivanhoe 1904–1911 Hạ nghị sĩ đại diện Brown Hill-Ivanhoe 1911–1916 1916–1917 Hạ nghị sĩ đại diện Albany 1919–1924 Hạ nghị sĩ đại diện Maylands 1930–1933 | 1911 1914           | 7 tháng 10 năm 1911  | 27 tháng 7 năm 1916  | 4 năm,294 ngày        | Đảng Lao động | Scaddan ministry         | [ 11 ] [ 31 ] |                  |               |
| 10   | Harry Barron              | John Scaddan (1876–1934) Hạ nghị sĩ đại diện Ivanhoe 1904–1911 Hạ nghị sĩ đại diện Brown Hill-Ivanhoe 1911–1916 1916–1917 Hạ nghị sĩ đại diện Albany 1919–1924 Hạ nghị sĩ đại diện Maylands 1930–1933 | 1911 1914           | 7 tháng 10 năm 1911  | 27 tháng 7 năm 1916  | 4 năm,294 ngày        | Đảng Lao động | Scaddan ministry         | [ 11 ] [ 31 ] |                  |               |
| (9)  |                           | Frank Wilson (1859–1918) Hạ nghị sĩ đại diện Canning 1897–1901 Hạ nghị sĩ đại diện Perth 1901 Hạ nghị sĩ đại diện Sussex 1904–1917                                                                    | —                   | 27 tháng 7 năm 1916  | 28 tháng 6 năm 1917  | 336 ngày              | Đảng Tự do    | Second Wilson ministry   | [ 11 ] [ 30 ] |                  |               |
| (9)  | William Ellison-Macartney | Frank Wilson (1859–1918) Hạ nghị sĩ đại diện Canning 1897–1901 Hạ nghị sĩ đại diện Perth 1901 Hạ nghị sĩ đại diện Sussex 1904–1917                                                                    | —                   | 27 tháng 7 năm 1916  | 28 tháng 6 năm 1917  | 336 ngày              | Đảng Tự do    | Second Wilson ministry   | [ 11 ] [ 30 ] |                  |               |
| 11   |                           | Sir Henry Lefroy (1854–1930) Hạ nghị sĩ đại diện Moore 1892–1901 1911–1921 | 1917                | 28 tháng 6 năm 1917  | 17 tháng 4 năm 1919  | 1 year,293 ngày       | Đảng Dân tộc  | Lefroy ministry          | [ 11 ] [ 32 ] |                  |               |
| 12   |                           | Sir Hal Colebatch (1872–1953) Thượng nghị sĩ đại diện East Province 1912–1923 Thượng nghị sĩ đại diện Metropolitan Province (1940–1948)                                                               | —                   | 17 tháng 4 năm 1919  | 17 tháng 5 năm 1919  | 30 ngày               | Đảng Dân tộc  | Colebatch ministry       | [ 11 ] [ 33 ] |                  |               |
| 13   |                           | Sir James Mitchell (1866–1951) Hạ nghị sĩ đại diện Northam 1905–1933 | 1921                | 17 tháng 5 năm 1919  | 17 tháng 4 năm 1924  | 4 năm,335 ngày        | Đảng Dân tộc  | First Mitchell ministry  | [ 11 ] [ 34 ] |                  |               |
| 13   | Francis Newdegate         | Sir James Mitchell (1866–1951) Hạ nghị sĩ đại diện Northam 1905–1933 | 1921                | 17 tháng 5 năm 1919  | 17 tháng 4 năm 1924  | 4 năm,335 ngày        | Đảng Dân tộc  | First Mitchell ministry  | [ 11 ] [ 34 ] |                  |               |
| 14   |                           | Philip Collier (1873–1948) Hạ nghị sĩ đại diện Boulder 1905–1948 | 1924 1927           | 17 tháng 4 năm 1924  | 24 tháng 4 năm 1930  | 6 năm,8 ngày          | Đảng Lao động | First Collier ministry   | [ 11 ] [ 35 ] |                  |               |
| 14   | William Campion           | Philip Collier (1873–1948) Hạ nghị sĩ đại diện Boulder 1905–1948 | 1924 1927           | 17 tháng 4 năm 1924  | 24 tháng 4 năm 1930  | 6 năm,8 ngày          | Đảng Lao động | First Collier ministry   | [ 11 ] [ 35 ] |                  |               |
| (13) |                           | Sir James Mitchell (1866–1951) Hạ nghị sĩ đại diện Northam 1905–1933 | 1930                | 24 tháng 4 năm 1930  | 26 tháng 4 năm 1933  | 3 năm                 | Đảng Dân tộc  | Second Mitchell ministry | [ 11 ] [ 34 ] |                  |               |
| (13) | Không có                  | Sir James Mitchell (1866–1951) Hạ nghị sĩ đại diện Northam 1905–1933 | 1930                | 24 tháng 4 năm 1930  | 26 tháng 4 năm 1933  | 3 năm                 | Đảng Dân tộc  | Second Mitchell ministry | [ 11 ] [ 34 ] |                  |               |
| (14) |                           | Philip Collier (1873–1948) Hạ nghị sĩ đại diện Boulder 1905–1948 | 1933 1936           | 26 tháng 4 năm 1933  | 19 tháng 8 năm 1936  | 3 năm,118 ngày        | Đảng Lao động | Second Collier ministry  | [ 11 ] [ 35 ] |                  |               |
| (14) | Edward VIII               | Philip Collier (1873–1948) Hạ nghị sĩ đại diện Boulder 1905–1948 | 1933 1936           | 26 tháng 4 năm 1933  | 19 tháng 8 năm 1936  | 3 năm,118 ngày        | Đảng Lao động | Second Collier ministry  | [ 11 ] [ 35 ] |                  |               |
| 15   |                           | John Willcock (1879–1947) Hạ nghị sĩ đại diện Geraldton 1917–1947 | 1939 1943           | 19 tháng 8 năm 1936  | 31 tháng 7 năm 1945  | 8 năm,345 ngày        | Đảng Lao động | Willcock ministry        | [ 11 ] [ 36 ] |                  |               |
| 15   | George VI                 | John Willcock (1879–1947) Hạ nghị sĩ đại diện Geraldton 1917–1947 | 1939 1943           | 19 tháng 8 năm 1936  | 31 tháng 7 năm 1945  | 8 năm,345 ngày        | Đảng Lao động | Willcock ministry        | [ 11 ] [ 36 ] |                  |               |
| 16   |                           | Frank Wise (1897–1986) Hạ nghị sĩ đại diện Gascoyne 1933–1951 | —                   | 31 tháng 7 năm 1945  | 1 tháng 4 năm 1947   | 1 year,244 ngày       | Đảng Lao động | Wise ministry            | [ 11 ]        |                  |               |
| 17   |                           | Sir Ross McLarty (1891–1962) Hạ nghị sĩ đại diện Murray-Wellington 1930–1962 | 1947 1950           | 1 tháng 4 năm 1947   | 23 tháng 2 năm 1953  | 5 năm,328 ngày        | Đảng Tự do    | McLarty–Watts ministry   | [ 11 ] [ 37 ] |                  |               |
| 17   | James Mitchell            | Sir Ross McLarty (1891–1962) Hạ nghị sĩ đại diện Murray-Wellington 1930–1962 | 1947 1950           | 1 tháng 4 năm 1947   | 23 tháng 2 năm 1953  | 5 năm,328 ngày        | Đảng Tự do    | McLarty–Watts ministry   | [ 11 ] [ 37 ] |                  |               |
| 17   | Charles Gairdner          | Sir Ross McLarty (1891–1962) Hạ nghị sĩ đại diện Murray-Wellington 1930–1962 | 1947 1950           | 1 tháng 4 năm 1947   | 23 tháng 2 năm 1953  | 5 năm,328 ngày        | Đảng Tự do    | McLarty–Watts ministry   | [ 11 ] [ 37 ] |                  |               |
| 17   | Elizabeth II              | Sir Ross McLarty (1891–1962) Hạ nghị sĩ đại diện Murray-Wellington 1930–1962 | 1947 1950           | 1 tháng 4 năm 1947   | 23 tháng 2 năm 1953  | 5 năm,328 ngày        | Đảng Tự do    | McLarty–Watts ministry   | [ 11 ] [ 37 ] |                  |               |
| 18   |                           | Bert Hawke (1900–1986) Hạ nghị sĩ đại diện Northam 1933–1968 | 1953 1956           | 23 tháng 2 năm 1953  | 2 tháng 4 năm 1959   | 6 năm,37 ngày         | Đảng Lao động | Hawke ministry           | [ 11 ] [ 38 ] |                  |               |
| 19   |                           | Sir David Brand (1912–1979) Hạ nghị sĩ đại diện Greenough 1945–1975 | 1959 1962 1965 1968 | 2 tháng 4 năm 1959   | 3 tháng 3 năm 1971   | 11 năm,335 ngày       | Đảng Tự do    | Brand–Watts ministry     | [ 11 ] [ 39 ] |                  |               |
| 19   | Brand–Nalder ministry     | Sir David Brand (1912–1979) Hạ nghị sĩ đại diện Greenough 1945–1975 | 1959 1962 1965 1968 | 2 tháng 4 năm 1959   | 3 tháng 3 năm 1971   | 11 năm,335 ngày       | Đảng Tự do    |                          | [ 11 ] [ 39 ] |                  |               |
| 19   | Douglas Kendrew           | Sir David Brand (1912–1979) Hạ nghị sĩ đại diện Greenough 1945–1975 | 1959 1962 1965 1968 | 2 tháng 4 năm 1959   | 3 tháng 3 năm 1971   | 11 năm,335 ngày       | Đảng Tự do    |                          | [ 11 ] [ 39 ] |                  |               |
| 20   |                           | John Tonkin (1902–1995) Hạ nghị sĩ đại diện North-East Fremantle 1933–1950 Hạ nghị sĩ đại diện Melville 1950–1977                                                                                     | 1971                | 3 tháng 3 năm 1971   | 8 tháng 4 năm 1974   | 3 năm,66 ngày         | Đảng Lao động | Tonkin ministry          | [ 11 ]        |                  |               |
| 20   | Hughie Edwards            | John Tonkin (1902–1995) Hạ nghị sĩ đại diện North-East Fremantle 1933–1950 Hạ nghị sĩ đại diện Melville 1950–1977                                                                                     | 1971                | 3 tháng 3 năm 1971   | 8 tháng 4 năm 1974   | 3 năm,66 ngày         | Đảng Lao động | Tonkin ministry          | [ 11 ]        |                  |               |
| 21   |                           | Sir Charles Court (1911–2007) Hạ nghị sĩ đại diện Nedlands 1953–1982 | 1974 1977 1980      | 8 tháng 4 năm 1974   | 25 tháng 1 năm 1982  | 7 năm,292 ngày        | Đảng Tự do    | Court–McPharlin ministry | [ 11 ]        |                  |               |
| 21   | Court ministry            | Sir Charles Court (1911–2007) Hạ nghị sĩ đại diện Nedlands 1953–1982 | 1974 1977 1980      | 8 tháng 4 năm 1974   | 25 tháng 1 năm 1982  | 7 năm,292 ngày        | Đảng Tự do    |                          | [ 11 ]        |                  |               |
| 21   | Wallace Kyle              | Sir Charles Court (1911–2007) Hạ nghị sĩ đại diện Nedlands 1953–1982 | 1974 1977 1980      | 8 tháng 4 năm 1974   | 25 tháng 1 năm 1982  | 7 năm,292 ngày        | Đảng Tự do    |                          | [ 11 ]        |                  |               |
| 21   | Richard Trowbridge        | Sir Charles Court (1911–2007) Hạ nghị sĩ đại diện Nedlands 1953–1982 | 1974 1977 1980      | 8 tháng 4 năm 1974   | 25 tháng 1 năm 1982  | 7 năm,292 ngày        | Đảng Tự do    |                          | [ 11 ]        |                  |               |
| 22   |                           | Ray O'Connor (1926–2013) Hạ nghị sĩ đại diện North Perth 1959–1962 Hạ nghị sĩ đại diện Mount Lawley 1962–1984                                                                                         | —                   | 25 tháng 1 năm 1982  | 25 tháng 2 năm 1983  | 1 year,31 ngày        | Đảng Tự do    | O'Connor ministry        | [ 11 ]        |                  |               |
| 23   |                           | Brian Burke (sinh năm 1947) Hạ nghị sĩ đại diện Balcatta 1973–1974 1977–1983 Hạ nghị sĩ đại diện Balga 1974–1977 1983–1988                                                                            | 1983 1986           | 25 tháng 2 năm 1983  | 25 tháng 2 năm 1988  | 5 năm                 | Đảng Lao động | Burke ministry           | [ 11 ]        |                  |               |
| 23   | Gordon Reid               | Brian Burke (sinh năm 1947) Hạ nghị sĩ đại diện Balcatta 1973–1974 1977–1983 Hạ nghị sĩ đại diện Balga 1974–1977 1983–1988                                                                            | 1983 1986           | 25 tháng 2 năm 1983  | 25 tháng 2 năm 1988  | 5 năm                 | Đảng Lao động | Burke ministry           | [ 11 ]        |                  |               |
| 24   |                           | Peter Dowding (sinh năm 1943) Thượng nghị sĩ đại diện North Province 1979–1986 Hạ nghị sĩ đại diện Maylands 1986–1990                                                                                 | 1989                | 25 tháng 2 năm 1988  | 12 tháng 2 năm 1990  | 1 year,352 ngày       | Đảng Lao động | Dowding ministry         | [ 11 ]        |                  |               |
| 24   | Không có                  | Peter Dowding (sinh năm 1943) Thượng nghị sĩ đại diện North Province 1979–1986 Hạ nghị sĩ đại diện Maylands 1986–1990                                                                                 | 1989                | 25 tháng 2 năm 1988  | 12 tháng 2 năm 1990  | 1 year,352 ngày       | Đảng Lao động | Dowding ministry         | [ 11 ]        |                  |               |
| 25   |                           | Carmen Lawrence (sinh năm 1948) Hạ nghị sĩ đại diện Subiaco 1986–1989 Hạ nghị sĩ đại diện Glendalough 1989–1994                                                                                       | —                   | 12 tháng 2 năm 1990  | 16 tháng 2 năm 1993  | 3 năm,4 ngày          | Đảng Lao động | Lawrence ministry        | [ 11 ]        |                  |               |
| 25   | Francis Burt              | Carmen Lawrence (sinh năm 1948) Hạ nghị sĩ đại diện Subiaco 1986–1989 Hạ nghị sĩ đại diện Glendalough 1989–1994                                                                                       | —                   | 12 tháng 2 năm 1990  | 16 tháng 2 năm 1993  | 3 năm,4 ngày          | Đảng Lao động | Lawrence ministry        | [ 11 ]        |                  |               |
| 26   |                           | Richard Court (sinh năm 1947) Hạ nghị sĩ đại diện Nedlands 1982–2001 | 1993 1996           | 16 tháng 2 năm 1993  | 16 tháng 2 năm 2001  | 7 năm,360 ngày        | Đảng Tự do    | Court–Cowan ministry     | [ 11 ]        |                  |               |
| 26   | Michael Jeffery           | Richard Court (sinh năm 1947) Hạ nghị sĩ đại diện Nedlands 1982–2001 | 1993 1996           | 16 tháng 2 năm 1993  | 16 tháng 2 năm 2001  | 7 năm,360 ngày        | Đảng Tự do    | Court–Cowan ministry     | [ 11 ]        |                  |               |
| 26   | John Sanderson            | Richard Court (sinh năm 1947) Hạ nghị sĩ đại diện Nedlands 1982–2001 | 1993 1996           | 16 tháng 2 năm 1993  | 16 tháng 2 năm 2001  | 7 năm,360 ngày        | Đảng Tự do    | Court–Cowan ministry     | [ 11 ]        |                  |               |
| 27   |                           | Geoff Gallop (sinh năm 1951) Hạ nghị sĩ đại diện Victoria Park 1986–2006 | 2001 2005           | 16 tháng 2 năm 2001  | 25 tháng 1 năm 2006  | 4 năm,343 ngày        | Đảng Lao động | Gallop ministry          | [ 11 ]        |                  |               |
| 27   | Ken Michael               | Geoff Gallop (sinh năm 1951) Hạ nghị sĩ đại diện Victoria Park 1986–2006 | 2001 2005           | 16 tháng 2 năm 2001  | 25 tháng 1 năm 2006  | 4 năm,343 ngày        | Đảng Lao động | Gallop ministry          | [ 11 ]        |                  |               |
| 28   |                           | Alan Carpenter (sinh năm 1951) Hạ nghị sĩ đại diện Willagee 1996–2009 | —                   | 25 tháng 1 năm 2006  | 23 tháng 9 năm 2008  | 2 năm,242 ngày        | Đảng Lao động | Carpenter ministry       | [ 11 ]        |                  |               |
| 29   |                           | Colin Barnett (sinh năm 1950) Hạ nghị sĩ đại diện Cottesloe 1990 – 2018 | 2008 2013           | 23 tháng 9 năm 2008  | 17 tháng 3 năm 2017  | 8 năm,175 ngày        | Đảng Tự do    | Barnett ministry         | [ 11 ]        |                  |               |
| 29   | Malcolm McCusker          | Colin Barnett (sinh năm 1950) Hạ nghị sĩ đại diện Cottesloe 1990 – 2018 | 2008 2013           | 23 tháng 9 năm 2008  | 17 tháng 3 năm 2017  | 8 năm,175 ngày        | Đảng Tự do    | Barnett ministry         | [ 11 ]        |                  |               |
| 29   | Kerry Sanderson           | Colin Barnett (sinh năm 1950) Hạ nghị sĩ đại diện Cottesloe 1990 – 2018 | 2008 2013           | 23 tháng 9 năm 2008  | 17 tháng 3 năm 2017  | 8 năm,175 ngày        | Đảng Tự do    | Barnett ministry         | [ 11 ]        |                  |               |
| 30   |                           | Mark McGowan (sinh năm 1967) Hạ nghị sĩ đại diện Rockingham 1996–2023 | 2017 2021           | 17 tháng 3 năm 2017  | 8 tháng 6 năm 2023   | 6 năm,83 ngày         | Đảng Lao động | First McGowan ministry   | [ 40 ]        |                  |               |
| 30   | Kim Beazley               | Mark McGowan (sinh năm 1967) Hạ nghị sĩ đại diện Rockingham 1996–2023 | 2017 2021           | 17 tháng 3 năm 2017  | 8 tháng 6 năm 2023   | 6 năm,83 ngày         | Đảng Lao động | First McGowan ministry   | [ 40 ]        |                  |               |
| 30   | Second McGowan ministry   | Mark McGowan (sinh năm 1967) Hạ nghị sĩ đại diện Rockingham 1996–2023 | 2017 2021           | 17 tháng 3 năm 2017  | 8 tháng 6 năm 2023   | 6 năm,83 ngày         | Đảng Lao động |                          | [ 40 ]        |                  |               |
| 30   | Chris Dawson              | Mark McGowan (sinh năm 1967) Hạ nghị sĩ đại diện Rockingham 1996–2023 | 2017 2021           | 17 tháng 3 năm 2017  | 8 tháng 6 năm 2023   | 6 năm,83 ngày         | Đảng Lao động |                          | [ 40 ]        |                  |               |
| 30   | Charles III               | Mark McGowan (sinh năm 1967) Hạ nghị sĩ đại diện Rockingham 1996–2023 | 2017 2021           | 17 tháng 3 năm 2017  | 8 tháng 6 năm 2023   | 6 năm,83 ngày         | Đảng Lao động |                          | [ 40 ]        |                  |               |
| 31   |                           | Roger Cook (sinh năm 1965) Hạ nghị sĩ đại diện Kwinana 2008–hiện tại | —                   | 8 tháng 6 năm 2023   | Đương nhiệm          | 1 năm, 289 ngày       | Đảng Lao động | Cook ministry            | [ 41 ]        |                  |               |